# Miedziane (Sudety)
Miedziane (niem. Kupferhübell) – wzniesienie (502 m n.p.m.) w południowo-zachodniej Polsce, w Sudetach Środkowych.
Wzniesienie położone w Obniżeniu Noworudzkim pomiędzy części miejscowości Nowa Ruda:  Drogosławiem, Kolnem a miejscowością Wolibórz, zbudowane z gabra.